# Hưng Đạo, Chí Linh
Hưng Đạo là một xã thuộc thành phố Chí Linh, tỉnh Hải Dương, Việt Nam.

## Địa lý
Xã Hưng Đạo nằm ở phía tây thành phố Chí Linh, có vị trí địa lý:
- Phía đông giáp xã Lê Lợi
- Phía tây giáp tỉnh Bắc Giang
- Phía nam giáp phường Phả Lại
- Phía bắc giáp tỉnh Bắc Giang.

Xã Hưng Đạo có diện tích 12,78 km², dân số năm 1999 là 5166 người, mật độ dân số đạt 404 người/km².

## Lịch sử
Ngày 11 tháng 3 năm 1974, Hội đồng Chính phủ ban hành Quyết định số 22-BT sáp nhập xóm Cao Đường của xã Hưng Đạo vào thị trấn Phả Lại.
Ngày 12 tháng 2 năm 2010, Chính phủ ban hành Nghị quyết số 09/NQ-CP thành lập thị xã Chí Linh trên cơ sở toàn bộ diện tích và dân số của huyện Chí Linh, xã Hưng Đạo thuộc thị xã Chí Linh.
Ngày 10 tháng 1 năm 2019, Ủy ban Thường vụ Quốc hội ban hành Nghị quyết số 623/NQ-UBTVQH14 thành lập thành phố Chí Linh trên cơ sở toàn bộ diện tích và dân số của thị xã Chí Linh, xã Hưng Đạo thuộc thành phố Chí Linh như hiện nay.

## Di tích
Trên địa bàn xã có đền Kiếp Bạc thuộc khu di tích Côn Sơn - Kiếp Bạc.

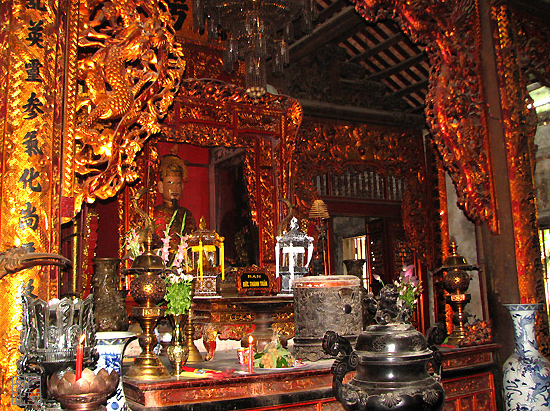
Gian thờ Trần Hưng Đạo tại chính điện đền Kiếp Bạc